# Tautavel
Tautavel (catalano: Talteüll) è un comune francese di 944 abitanti situato nel dipartimento dei Pirenei Orientali nella regione dell'Occitania.
Nella Grotta dell'Arago sono stati trovati moltissimi reperti dell'Uomo di Tautavel., discendente dell'Homo Erectus e precursore dell'Homo di Neanderthal.

## Società

### Evoluzione demografica
Abitanti censiti